# 雪勒
雪勒（法語：Chieulles，法語發音：[ʃjœl]）是法国摩泽尔省的一个市镇，属于梅斯区。

## 地理
雪勒（49°9'31"N, 6°13'46"E）面积2.61 平方千米，位于法国大東部大區摩泽尔省，该省份为法国东北部内陆省份，是洛林的一部分，西南接默尔特-摩泽尔省，东临下莱茵省，北与卢森堡和德国接壤。
与雪勒接壤的市镇（或旧市镇、城区）包括：圣于连莱梅斯、沙尔利-奥拉杜尔、马尔鲁瓦、拉马克斯、瓦尼。

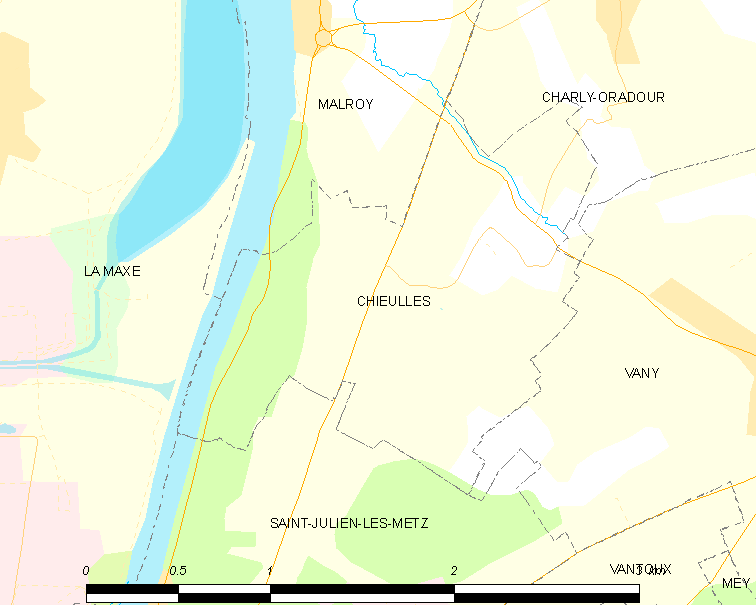
雪勒的OSM定位图

雪勒的时区为UTC+01:00、UTC+02:00（夏令时）。

## 行政
雪勒的邮政编码为57070，INSEE市镇编码为57142。

## 政治
雪勒所属的省级选区为梅斯地区县。

## 人口

1962-2008年间雪勒人口变化图示

雪勒于2022年1月1日时的人口数量为413人。